# 章貢区
章貢区（しょうこう-く）は中華人民共和国江西省贛州市に位置する市轄区。

## 行政区画
- 街道:解放街道、贛江街道、南外街道、東外街道、黄金嶺街道、水南街道、章江街道
- 鎮:沙石鎮、水東鎮、湖辺鎮、沙河鎮、水西鎮、蟠竜鎮、潭口鎮、潭東鎮

## 交通

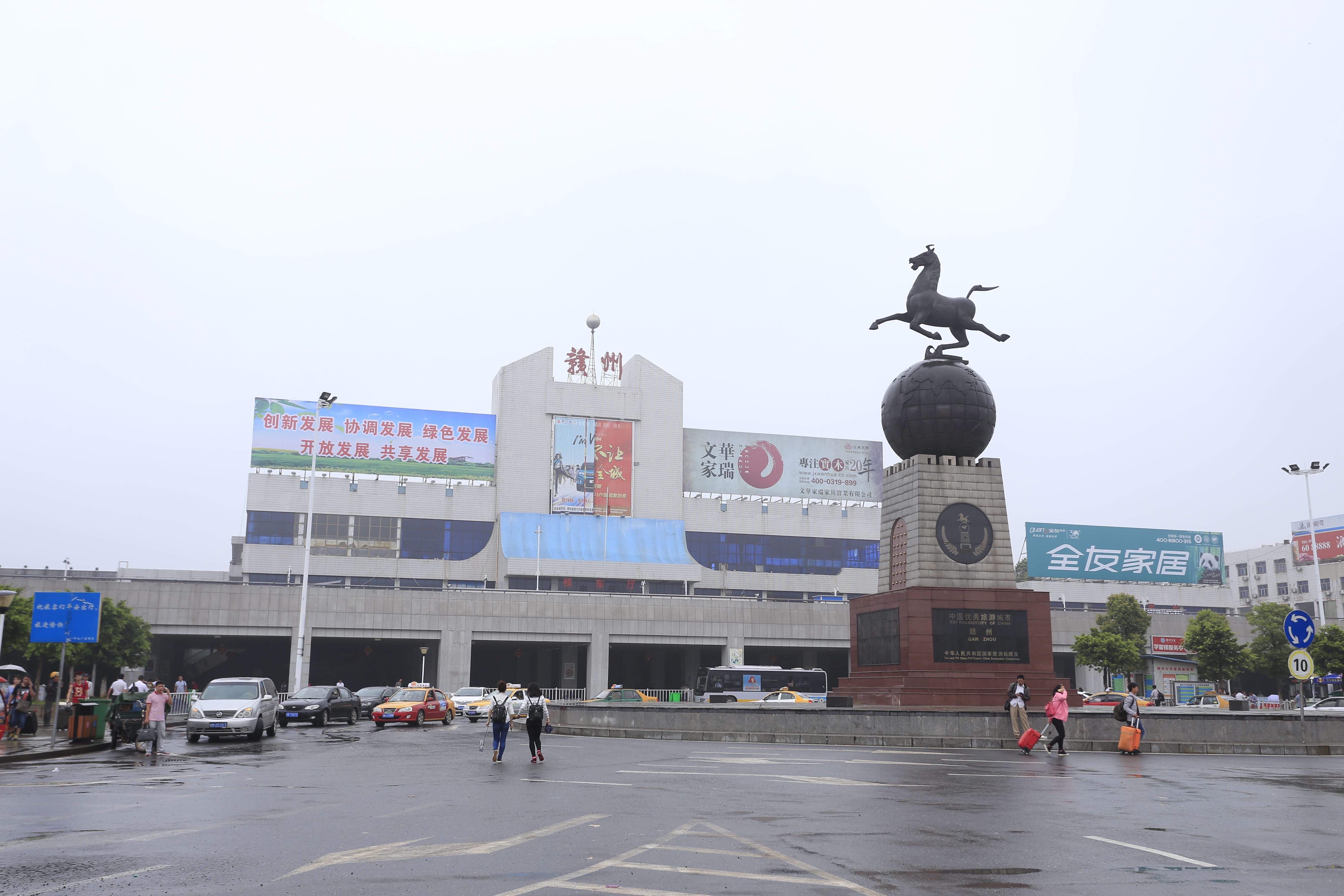
贛州駅

### 鉄道
- 中国鉄路総公司
  - 京九線
    - 贛州駅

### 道路
- 高速道路
  - 厦蓉高速道路
  - 贛州環状高速道路
- 国道
  - G105国道
  - G323国道